# Pièces en euro du Vatican

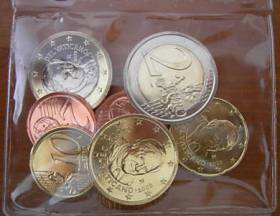
Starterkit du Vatican contenant des pièces à l'effigie de Benoît XVI.

Les pièces en euro du Vatican sont les pièces en euro émises par l'État de la Cité du Vatican en vertu de ses accords avec l'Union européenne. Elles sont dans la pratique frappées en Italie par l'Istituto Poligrafico e Zecca dello Stato (IPZS) à Rome. L'euro a remplacé l'ancienne monnaie nationale, la lire vaticane, le 1er janvier 1999 (entrée dans la zone euro) au taux de conversion de 1 euro = 1936,27 lires. Les pièces en euro vaticanes ont cours légal dans la zone euro depuis le 1er janvier 2002. Toutefois, du fait de leur faible tirage, peu de ces pièces circulent réellement. On les retrouve principalement sur le marché numismatique à des prix bien supérieurs à leur valeur nominale.

## Historique
En 2001, une convention monétaire entre l'Italie (au nom de la Communauté européenne) et le Vatican est passée : l'État de la Cité du Vatican est autorisé à émettre des pièces destinées à la circulation et des pièces de collection libellées en euros à partir du 1er janvier 2002 (JO C299/1 du 25 octobre 2001).

## Description
Comme toutes les pièces d'euro, les pièces vaticanes possèdent une face revers commune avec celles des autres pays de la zone euro, qui indique leur valeur faciale, et une face avers spécifique. Les huit pièces ont un dessin unique, à l'effigie du pape. De 2002 à 2005, elles sont à l'effigie de Jean-Paul II, de 2006 à 2013 à l'effigie de Benoît XVI, de 2014 à 2016 à l'effigie de François, et portent à partir de 2017 les armoiries du pape François. En juin 2005, une série de pièces a été émise représentant les armoiries du cardinal camerlingue, chef d'État intérimaire. Elles ont déjà connu plusieurs émissions, entre autres à la suite du décès en 2005 du pape Jean-Paul II. Sur tous les dessins figurent les douze étoiles de l'Union européenne.
Pour les images des faces communes et pour les caractéristiques techniques des pièces, voir l'article général sur les pièces en euro.

## Limites fixées par l'Union européenne
Le Vatican introduit ses nouvelles pièces à un prix qui dépasse leur valeur faciale, car ces pièces ne sont mises en circulation dans le circuit monétaire qu'en
quantités limitées. Elles s'adressent aux collectionneurs et les tirages sont donc faibles. Sur le marché numismatique, elles font l'objet d'une spéculation effrénée ; or, le Vatican a multiplié les émissions de nouvelles séries d'euros.
La Commission européenne a voulu faire cesser ce qu'elle considère comme un abus, qui s'explique avant tout par la situation difficile des finances vaticanes, dont les recettes sont principalement en dollars, alors que les dépenses sont en euros. Après des négociations entre le Vatican et la Commission européenne, cette dernière a émis, le 11 février 2009, une nouvelle réglementation obligeant d'une part les pays de la zone euro à émettre au moins la moitié de leurs pièces en euros à leur valeur faciale, et d'autre part à limiter les émissions en cas de changement de chef d'État. C'est donc pour cela que l'on peut retrouver en circulation des pièces de 50 centimes à partir du millésime 2010. Ces pièces sont généralement frappées à plus de 2 millions d'exemplaires par an et sont ornées du portrait de Benoît XVI, puis de François et enfin des armoiries du Vatican.

## Faces nationales

### 1resérie(2002-2005): Jean-Paul II
Sur la première émission de pièces (2002-2005), la face nationale représente le buste du pape Jean-Paul II avec le texte « CITTA' DEL VATICANO ». Elle est l'œuvre du sculpteur Guido Veroi, le portrait ayant été gravé par Uliana Pernazza.
| 1 centime                       | 2 centimes                      | 5 centimes                                                                    |
| ------------------------------- | ------------------------------- | ----------------------------------------------------------------------------- |
|                                 |                                 |                                                                               |
| L'effigie du pape Jean-Paul II. |                                 |                                                                               |
| 10 centimes                     | 20 centimes                     | 50 centimes                                                                   |
|                                 |                                 |                                                                               |
| L'effigie du pape Jean-Paul II. |                                 |                                                                               |
| 1 euro                          | 2 euros                         | Gravure sur la tranche (2 euros)                                              |
|                                 |                                 |                                                                               |
| L'effigie du pape Jean-Paul II. | L'effigie du pape Jean-Paul II. | 2**, répété 6 fois, orienté alternativement de bas en haut et de haut en bas. |

### 2esérie(2005):Sede vacante
Lors de la période qui a séparé les pontificats de Jean-Paul II et Benoît XVI, une nouvelle face nationale a été émise en juin 2005.
Elle représente les armoiries du cardinal camerlingue, Eduardo Martínez Somalo, chef d'État intérimaire, avec dans la partie supérieure, les termes « .SEDE.VACANTE.MMV. » écrits en arc de cercle. La légende « CITTA' DEL VATICANO » est inscrite dans la partie inférieure de la pièce.
| 1 centime                                                            | 2 centimes                                                           | 5 centimes                                                                   |
| -------------------------------------------------------------------- | -------------------------------------------------------------------- | ---------------------------------------------------------------------------- |
|                                                                      |                                                                      |                                                                              |
| Armoiries du cardinal cardinal camerlingue, Eduardo Martínez Somalo. |                                                                      |                                                                              |
| 10 centimes                                                          | 20 centimes                                                          | 50 centimes                                                                  |
|                                                                      |                                                                      |                                                                              |
| Armoiries du cardinal cardinal camerlingue, Eduardo Martínez Somalo. |                                                                      |                                                                              |
| 1 euro                                                               | 2 euros                                                              | Gravure sur la tranche (2 euros)                                             |
|                                                                      |                                                                      |                                                                              |
| Armoiries du cardinal cardinal camerlingue, Eduardo Martínez Somalo. | Armoiries du cardinal cardinal camerlingue, Eduardo Martínez Somalo. | 2*, répété 6 fois, orienté alternativement de bas en haut et de haut en bas. |

### 3esérie(2006-2013): Benoît XVI
Les huit pièces représentent un portrait en buste de Benoît XVI. De part et d'autre du portrait apparaissent à gauche les initiales D.L. du sculpteur (Daniela Longo) et à droite la marque de l'atelier R. Les pièces ont été gravées par Maria Angela Cassol (pièces de 20 et 50 cents), Luciana de Simoni (pièces de 1 et 2 cents), Ettore Lorenzo Frapiccini (pièces de 5 cents et de 1 euro) et Maria Carmela Colaneri (pièce de 10 cents et 2 euros).
La légende « CITTA' DEL VATICANO » suivie du millésime 2006 (ou suivant) est disposée en demi-cercle autour du portrait (place différente en fonction des valeurs). Les douze étoiles du drapeau européen entourent le dessin.
| 1 centime                    | 2 centimes                   | 5 centimes                                                                   |
| ---------------------------- | ---------------------------- | ---------------------------------------------------------------------------- |
|                              |                              |                                                                              |
| Le buste du pape Benoît XVI. |                              |                                                                              |
| 10 centimes                  | 20 centimes                  | 50 centimes                                                                  |
|                              |                              |                                                                              |
| Le buste du pape Benoît XVI. |                              |                                                                              |
| 1 euro                       | 2 euros                      | Gravure sur la tranche (2 euros)                                             |
|                              |                              |                                                                              |
| Le buste du pape Benoît XVI. | Le buste du pape Benoît XVI. | 2*, répété 6 fois, orienté alternativement de bas en haut et de haut en bas. |

### 4esérie(2014-2016): François - Effigie
À la suite de la renonciation de Benoît XVI et de l'élection du nouveau pape François, une nouvelle série de pièces à l'effigie de ce dernier a été émise. Entre la démission du présent pape et l'élection de son successeur, le Vatican n'a plus le droit d'émettre une série «Sede vacante», contrairement à ce qui s'était fait en 2005 à la suite du décès de Jean-Paul II. Cependant une pièce de 2 euros spécialement dédiée à cette occasion a pu être frappée, pièce non décomptée dans les deux pièces commémoratives que le pays a le droit (comme tout pays de la zone euro) d'émettre.
Les nouvelles pièces représentent le pape François (profil gauche sur les 1, 2 et 5 centimes ; portrait de face sur les 10, 20 et 50 centimes ; portrait légèrement tourné sur la gauche pour 1 et 2 euros). La légende CITTÀ DEL VATICANO figurent en haut, en demi-cercle. À droite se trouvent le millésime et la marque d'atelier R. L'anneau externe des pièces reprend les douze étoiles du drapeau européen. La gravure sur tranche de la pièce de 2 euros est : 2 *, répété six fois, orienté alternativement vers le haut et vers le bas.
| 1 centime                   | 2 centimes                  | 5 centimes                                                                   |
| --------------------------- | --------------------------- | ---------------------------------------------------------------------------- |
|                             |                             |                                                                              |
| L'effigie du pape François. |                             |                                                                              |
| 10 centimes                 | 20 centimes                 | 50 centimes                                                                  |
|                             |                             |                                                                              |
| L'effigie du pape François. |                             |                                                                              |
| 1 euro                      | 2 euros                     | Gravure sur la tranche (2 euros)                                             |
|                             |                             |                                                                              |
| L'effigie du pape François. | L'effigie du pape François. | 2*, répété 6 fois, orienté alternativement de bas en haut et de haut en bas. |

### 5esérie(2017-2025): François - Armoiries
En 2017, le pape François a décidé de ne plus permettre que son effigie soit représentée sur les pièces de monnaie. En conséquence, le Vatican a décidé de remplacer son effigie par les armoiries du pape François, entourées à gauche de la légende CITTÀ DEL, qui se termine à droite par VATICANO. À droite se trouvent le millésime et à gauche la marque d'atelier R. L'anneau externe des pièces reprend les douze étoiles du drapeau européen. La gravure sur tranche de la pièce de 2 euros est toujours composée de 2 *, répété six fois, orienté alternativement vers le haut et vers le bas.
| 1 centime                       | 2 centimes                      | 5 centimes                                                                   |
| ------------------------------- | ------------------------------- | ---------------------------------------------------------------------------- |
|                                 |                                 |                                                                              |
| Les armoiries du pape François. |                                 |                                                                              |
| 10 centimes                     | 20 centimes                     | 50 centimes                                                                  |
|                                 |                                 |                                                                              |
| Les armoiries du pape François. |                                 |                                                                              |
| 1 euro                          | 2 euros                         | Gravure sur la tranche (2 euros)                                             |
|                                 |                                 |                                                                              |
| Les armoiries du pape François. | Les armoiries du pape François. | 2*, répété 6 fois, orienté alternativement de bas en haut et de haut en bas. |

### 6esérie(2026-):LéonXIV
À la suite de l'élection du pape Léon XIV, une nouvelle série de pièces en euro du Vatican est attendue.

## Pièces commémoratives de 2 euros
Le Vatican émet chaque année au moins une pièce commémorative de 2 € depuis 2004.
| 2004                                                                                           | |                |
| 75e anniversaire de la fondation de l'État de la Cité du Vatican (selon les accords de Latran) | |                |
|                                                                                                | Une représentation schématique des murs d'enceinte de la Cité du Vatican avec la basilique Saint-Pierre et la Place Saint-Pierre à l'avant-plan. La légende 75° ANNO DELLO STATO (75 ans de l'État) est placée à gauche et les années 1929-2004 apparaissent à droite. L'anneau externe de la pièce comporte les douze étoiles du drapeau européen, dans le haut, et la mention du pays émetteur CITTÀ DEL VATICANO dans le bas. |                |
| Graveur : Guido Veroi (création) Luciana De Simoni (gravure)                                   | \| Gravure sur la tranche : \| Date : \| Tirage : \| \| \| Décembre 2004 \| 100 000 pièces \| |                |
| Gravure sur la tranche :                                                                       | Date : | Tirage :       |
|                                                                                                | Décembre 2004 | 100 000 pièces |

| 2005                                                                                    | |                |
| 20e Journées mondiales de la jeunesse, organisées à Cologne, en Allemagne, en août 2005 | |                |
|                                                                                         | La représentation de la cathédrale de Cologne avec une comète dans la partie supérieure du dessin. La légende XX GIORNATA MONDIALE DELLA GIOVENTU (20e journées mondiales de la jeunesse) forment un demi-cercle au-dessus de la cathédrale, interrompu par la queue de la comète et une des tours de la cathédrale. L'anneau externe de la pièce comporte les douze étoiles du drapeau européen sur la partie supérieure interrompues au sommet par le millésime 2005, ainsi que l'indication du pays émetteur CITTÀ DEL VATICANO dans la partie inférieure. |                |
| Graveur : Daniela Longo (création) Ettore Lorenzo Frapiccini (gravure)                  | \| Gravure sur la tranche : \| Date : \| Tirage : \| \| \| Octobre 2005 \| 100 000 pièces \| |                |
| Gravure sur la tranche :                                                                | Date : | Tirage :       |
|                                                                                         | Octobre 2005 | 100 000 pièces |

| 2006                                                                | |                |
| 500e anniversaire de la Garde suisse pontificale                    | |                |
|                                                                     | La représentation d'un garde suisse prêtant solennellement serment sur le drapeau de la Garde. Le garde est entouré de la légende GUARDIA SVIZZERA PONTIFICIA (Garde suisse pontificale) formant un demi-cercle. L'année 1506 apparaît à gauche du garde et le millésime 2006 apparaît à sa droite. En bas, l'indication du pays émetteur CITTÀ DEL VATICANO. L'anneau externe de la pièce comporte les douze étoiles du drapeau européen. |                |
| Graveur : Orietta Rossi (création) Maria Carmela Colaneri (gravure) | \| Gravure sur la tranche : \| Date : \| Tirage : \| \| \| Novembre 2006 \| 100 000 pièces \| |                |
| Gravure sur la tranche :                                            | Date : | Tirage :       |
|                                                                     | Novembre 2006 | 100 000 pièces |

| 2007                                                                                              | |                |
| 80e anniversaire du pape Benoît XVI, né Joseph Ratzinger, le 16 avril 1927 à Marktl, en Allemagne | |                |
|                                                                                                   | Le buste du pape Benoît XVI de profil, tourné vers la gauche. La légende latine BENEDICTI XVI P.M. AETATIS ANNO LXXX (Benoît XVI, Grand Pontife, 80 ans d'âge) et l'indication du pays émetteur CITTÀ DEL VATICANO entourent le portrait. Le millésime 2007 apparaît du côté gauche. L'anneau externe de la pièce comporte les douze étoiles du drapeau européen. |                |
| Graveur : Daniela Longo (création) Maria Carmela Colaneri (gravure)                               | \| Gravure sur la tranche : \| Date : \| Tirage : \| \| \| Octobre 2007 \| 100 000 pièces \| |                |
| Gravure sur la tranche :                                                                          | Date : | Tirage :       |
|                                                                                                   | Octobre 2007 | 100 000 pièces |

| 2008                                                          | |                |
| Année 2008 dédiée à saint Paul                                | |                |
|                                                               | La représentation de la conversion de saint Paul : ébloui par une lumière venant du ciel sur le chemin de Damas (représenté à l'arrière plan), son cheval se cabre. À droite, la légende : ANNO SANCTO PAULO DICATO (année dédiée à Saint Paul) et, à gauche, l'indication du pays émetteur CITTÀ DEL VATICANO. Le millésime 2008 se trouve à droite. L'anneau externe de la pièce comporte les douze étoiles du drapeau européen. |                |
| Graveur : Guido Veroi (création), Luciana De Simoni (gravure) | \| Gravure sur la tranche : \| Date : \| Tirage : \| \| \| Octobre 2008 \| 100 000 pièces \| |                |
| Gravure sur la tranche :                                      | Date : | Tirage :       |
|                                                               | Octobre 2008 | 100 000 pièces |

| 2009                             | |                |
| Année mondiale de l'astronomie   | |                |
|                                  | Une allégorie de la naissance des étoiles et des planètes, inspirée de la deuxième scène de la Genèse peinte par Michel-Ange au plafond de la chapelle Sixtine et représentant la création des astres, ainsi que plusieurs instruments d'astronomie. À gauche, la légende ANNO INTERNAZIONALE DELL'ASTRONOMIA (année internationale de l'astronomie). En haut à droite, l'indication du pays émetteur CITTÀ DEL VATICANO. Le millésime 2009 est situé en bas. L'anneau externe de la pièce comporte les douze étoiles du drapeau européen. |                |
| Graveur : Maria Carmela Colaneri | \| Gravure sur la tranche : \| Date : \| Tirage : \| \| \| Octobre 2009 \| 106 084 pièces \| |                |
| Gravure sur la tranche :         | Date : | Tirage :       |
|                                  | Octobre 2009 | 106 084 pièces |

| 2010                                                                 | |                |
| Année du sacerdoce                                                   | |                |
|                                                                      | La représentation d'un berger sauvant un agneau de la gueule d'un lion. En dessous du dessin, la légende ANNO SACERDOTALE (année sacerdotale). En haut, l'indication du pays émetteur CITTÀ DEL VATICANO. Le millésime 2010 apparaît à gauche du dessin. L'anneau externe de la pièce comporte les douze étoiles du drapeau européen. |                |
| Graveur : Guido Veroi (création) Ettore Lorenzo Frapiccini (gravure) | \| Gravure sur la tranche : \| Date : \| Tirage : \| \| \| 12 octobre 2010 \| 115 000 pièces \| |                |
| Gravure sur la tranche :                                             | Date : | Tirage :       |
|                                                                      | 12 octobre 2010 | 115 000 pièces |

| 2011                                                      | |                |
| 26e journées mondiales de la jeunesse, à Madrid (Espagne) | |                |
|                                                           | La représentation de trois jeunes gens d'origines différentes et des drapeaux du Vatican et de l'Espagne, entourés de l'inscription XXVI G.M.G. (pour XXVI Giornata Mondiale della Gioventù, XXVIe Journées mondiales de la jeunesse) et du nom du pays émetteur, CITTÀ DEL VATICANO. Le millésime 2011 est situé au-dessus du visage le plus à gauche. L'anneau extérieur de la pièce comporte les douze étoiles du drapeau européen. |                |
| Graveur : Orietta Rossi                                   | \| Gravure sur la tranche : \| Date : \| Tirage : \| \| \| 18 octobre 2011 \| 115 000 pièces \| |                |
| Gravure sur la tranche :                                  | Date : | Tirage :       |
|                                                           | 18 octobre 2011 | 115 000 pièces |

| 2012                                                | |                |
| 7e Rencontre mondiale des familles à Milan (Italie) | |                |
|                                                     | Devant le Dôme de Milan marche une famille, composée d'un homme, une femme et trois enfants. Deux des enfants tiennent la main d'un de leurs parents et le troisième est sur le dos du père. La légende VII INCONTRO MONDIALE DELLE FAMIGLIE (VIIe Rencontre mondiale des familles) est située au bas de la pièce, alors que l'indication du pays émetteur CITTÀ DEL VATICANO est situé en haut à droite. Les deux sont séparés par le millésime 2012. L'anneau extérieur de la pièce comporte les douze étoiles du drapeau européen. |                |
| Graveur : Gabriella Titotto                         | \| Gravure sur la tranche : \| Date : \| Tirage : \| \| \| 16 octobre 2012 \| 115 000 pièces \| |                |
| Gravure sur la tranche :                            | Date : | Tirage :       |
|                                                     | 16 octobre 2012 | 115 000 pièces |

| 2013                                                                      | |                |
| Période de siège vacant à la suite de la renonciation du pape Benoît XVI, | |                |
|                                                                           | Blason du camerlingue, Tarcisio Bertone, entouré en haut et en bas de 2 petites croix, symboles de la Chambre apostolique, et entouré par le nom du pays émetteur CITTÀ DEL VATICANO et de la légende SEDE VACANTE MMXIII (siège vacant 2013). L'anneau externe de la pièce comporte les douze étoiles du drapeau européen. |                |
| Graveur : Maria Carmela Colaneri                                          | \| Gravure sur la tranche : \| Date : \| Tirage : \| \| \| 3 juin 2013 \| 125 000 pièces \| |                |
| Gravure sur la tranche :                                                  | Date : | Tirage :       |
|                                                                           | 3 juin 2013 | 125 000 pièces |

| 2013                                                             | |                |
| Journées mondiales de la jeunesse 2013 à Rio de Janeiro (Brésil) | |                |
|                                                                  | La statue du Christ Rédempteur, à Rio de Janeiro, au Brésil, entourée de jeunes faisant la fête. En haut, le nom du pays émetteur CITTÀ DEL VATICANO. De part et d'autre du dessin, les légendes XXVIII G.M.G (pour XXVIII Giornata Mondiale della Gioventù, XXVIIIe Journées mondiales de la jeunesse) et RIO 2013. L'anneau externe de la pièce comporte les douze étoiles du drapeau européen. |                |
| Graveur : Maria Carmela Colaneri                                 | \| Gravure sur la tranche : \| Date : \| Tirage : \| \| \| 15 octobre 2013 \| 115 000 pièces \| |                |
| Gravure sur la tranche :                                         | Date : | Tirage :       |
|                                                                  | 15 octobre 2013 | 115 000 pièces |

| 2014                                          | |                |
| 25e anniversaire de la chute du mur de Berlin | |                |
|                                               | Un mur de briques dont certaines briques manquent laissant voir un rameau d'olivier et des fils de fer barbelés. Plus loin, on voit la Porte de Brandebourg, à Berlin. Sur le mur, la légende XXV ANNIVERSARIO DEL CROLLO DEL MURO DE BERLINO (25e anniversaire de la chute du Mur de Berlin) et les années 1989 et 2014. En haut la mention du pays émetteur CITTÀ DEL VATICANO. L'anneau externe de la pièce comporte les douze étoiles du drapeau européen. |                |
| Graveur : Claudia Momoni                      | \| Gravure sur la tranche : \| Date : \| Tirage : \| \| \| 14 octobre 2014 \| 103 000 pièces \| |                |
| Gravure sur la tranche :                      | Date : | Tirage :       |
|                                               | 14 octobre 2014 | 103 000 pièces |

| 2015                                                            | |                |
| 8e Rencontre mondiale des familles à Philadelphie (États-Unis), | |                |
|                                                                 | Six personnes de différentes origines autour d'un globe terrestre sur lequel on distingue le continent américain, entourés de la légende VIII INCONTRO MONDIALE DELLE FAMGLIE (8e rencontre mondiale des familles) et de la mention du pays émetteur CITTÀ DEL VATICANO. L'anneau externe de la pièce comporte les douze étoiles du drapeau européen. |                |
| Graveur : Ettore Lorenzo Frapiccini                             | \| Gravure sur la tranche : \| Date : \| Tirage : \| \| \| Octobre 2015 \| 122 000 pièces \| |                |
| Gravure sur la tranche :                                        | Date : | Tirage :       |
|                                                                 | Octobre 2015 | 122 000 pièces |

| 2016                                            | |                |
| 200e anniversaire de la Gendarmerie du Vatican, | |                |
|                                                 | Coupole de la Basilique Saint-Pierre de Rome et gendarme en uniforme représenté de profil. En haut, la légende CORPO DELLA GENDARMERIA 1816•2016 (Corps de gendarmerie 1816•2016). En bas, la mention du pays émetteur CITTÀ DEL VATICANO. L'anneau externe de la pièce comporte les douze étoiles du drapeau européen. |                |
| Graveur : Daniela Longo                         | \| Gravure sur la tranche : \| Date : \| Tirage : \| \| \| Juin 2016 \| 105 000 pièces \| |                |
| Gravure sur la tranche :                        | Date : | Tirage :       |
|                                                 | Juin 2016 | 105 000 pièces |

| 2017                                                         | |                |
| 1950e anniversaire du martyre de saint Pierre et saint Paul, | |                |
|                                                              | Les effigies conjointes de Saint Pierre et Saint Paul de profil tournées vers la droite. À gauche, deux clés posées perpendiculairement, attribut de Saint Pierre. À droite, une épée, attribut de Saint Paul. En haut la mention du pays émetteur CITTÁ DEL VATICANO. En bas, la légende 1950° DEL MARTIRIO DEI SANTI PIETRO E PAOLO (1950e [anniversaire] du martyre des saints Pierre et Paul). Sous l'effigie de Pierre, le millésime 2017. L'anneau externe de la pièce comporte les douze étoiles du drapeau européen. |                |
| Graveur : Gabriella Titotto                                  | \| Gravure sur la tranche : \| Date : \| Tirage : \| \| \| Juin 2017 \| 105 000 pièces \| |                |
| Gravure sur la tranche :                                     | Date : | Tirage :       |
|                                                              | Juin 2017 | 105 000 pièces |

| 2017                                                                        | |                |
| 100e anniversaire des apparitions mariales de Fátima, au Portugal, en 1917, | |                |
|                                                                             | Les jeunes bergers Lúcia dos Santos, Francisco Marto et Jacinta Marto devant la Basilique Notre-Dame-du-Rosaire, à Fátima, au Portugal. De part et d'autre du clocher, les années 1917 et 2017. Au-dessus de Lúcia dos Santos, le nom de la ville FATIMA. En haut, la mention du pays émetteur, CITTÀ DEL VATICANO. L'anneau externe de la pièce comporte les douze étoiles du drapeau européen. |                |
| Graveur : Silvia Petrassi                                                   | \| Gravure sur la tranche : \| Date : \| Tirage : \| \| \| Octobre 2017 \| 105 000 pièces \| |                |
| Gravure sur la tranche :                                                    | Date : | Tirage :       |
|                                                                             | Octobre 2017 | 105 000 pièces |

| 2018                                          | |                |
| 2018, année européenne du patrimoine culturel | |                |
|                                               | Représentation de la sculpture grecque antique Groupe du Laocoon d'Agésandros, Athénodore et Polydore, représentant Laocoon et ses deux fils nus attaqués par des serpents. L'œuvre est conservée au musée Pio-Clementino, au Vatican. À gauche et à droite, la légende ANNO EUROPEO DEL PATRIMONIO CULTURALE (Année européenne du patrimoine culturel). En bas, la mention du pays émetteur Città del VATICANO. En haut, à droite, le millésime 2018. L'anneau externe de la pièce comporte les douze étoiles du drapeau européen. |                |
| Graveur : Daniela Longo                       | \| Gravure sur la tranche : \| Date : \| Tirage : \| \| \| 31 mai 2018 \| 101 000 pièces \| |                |
| Gravure sur la tranche :                      | Date : | Tirage :       |
|                                               | 31 mai 2018 | 101 000 pièces |

| 2018 | |                |
| 50e anniversaire de la mort du prêtre italien Francesco Forgione, dit Padre Pio, le 23 septembre 1968 à San Giovanni Rotondo, | |                |
| | Effigie du Padre Pio, de profil, tourné vers la droite, entourée de l'année de sa mort 1968 et du millésime 2018. En bas, son surnom en écriture manuscrite Padre Pio. En haut, la mention du pays émetteur CITTÀ DEL VATICANO. L'anneau externe de la pièce comporte les douze étoiles du drapeau européen. |                |
| Graveur : Valeria de Seta | \| Gravure sur la tranche : \| Date : \| Tirage : \| \| \| 4 octobre 2018 \| 101 000 pièces \| |                |
| Gravure sur la tranche : | Date : | Tirage :       |
| | 4 octobre 2018 | 101 000 pièces |

| 2019                                                                                  | |               |
| 90e anniversaire de la fondation de l'État de la Cité du Vatican, le 11 février 1929, | |               |
|                                                                                       | Buste du pape Pie XI tourné vers la gauche, devant le Latran, avec le Palais du Latran, l'Obélisque du Latran et la loggia delle Benedizioni de la Basilique Saint-Jean-de-Latran. En bas, les années 1929 et 2019 dans un ornement. En haut la mention du pays émetteur STATO DELLA CITTÀ DE VATICANO. L'anneau externe de la pièce comporte les douze étoiles du drapeau européen. |               |
| Graveur : Daniela Fusco                                                               | \| Gravure sur la tranche : \| Date : \| Tirage : \| \| \| 4 mars 2019 \| 91 000 pièces \| |               |
| Gravure sur la tranche :                                                              | Date : | Tirage :      |
|                                                                                       | 4 mars 2019 | 91 000 pièces |

| 2019                                                                                           | |               |
| 25e anniversaire de la fin des travaux de restauration de la Chapelle Sixtine, de 1980 à 1994, | |               |
|                                                                                                | Reproduction d'un détail du Jugement dernier de Michel-Ange, œuvre située dans la Chapelle Sixtine, à Rome, montrant le Christ et la Saint-Vierge. À droite, la légende CAPPELLA SISTINA – FINE DEI RESTAURI (Chapelle Sixtine - Fin de la restauration) et les années 1994-2019. À gauche, la mention du pays émetteur CITTÀ DEL VATICANO. L'anneau externe de la pièce comporte les douze étoiles du drapeau européen. |               |
| Graveur : Annalisa Masini                                                                      | \| Gravure sur la tranche : \| Date : \| Tirage : \| \| \| 1er octobre 2019 \| 91 000 pièces \| |               |
| Gravure sur la tranche :                                                                       | Date : | Tirage :      |
|                                                                                                | 1er octobre 2019 | 91 000 pièces |

| 2020 | |                |
| 100e anniversaire de la naissance du pape Jean-Paul II, né Karol Józef Wojtyła, le 18 mai 1920 à Wadowice en Pologne | |                |
| | Effigie du pape Jean-Paul II de face, à côté de la basilique de Wadowice et sa maison natale dans la même ville et au-dessus d'un rameau. À gauche, son nom PAPA GIOVANNI PAOLO II (Pape Jean-Paul II). À droite, son année de naissance 1920 et le millésime 2020. En bas, la mention du pays émetteur CITTÀ DEL VATICANO. L'anneau externe de la pièce comporte les douze étoiles du drapeau européen. |                |
| Graveur : Gabriella Titotto (dessin) Maria Angela Cassol (gravure)                                                   | \| Gravure sur la tranche : \| Date : \| Tirage : \| \| \| Mai 2020 \| 101 000 pièces \| |                |
| Gravure sur la tranche :                                                                                             | Date : | Tirage :       |
| | Mai 2020 | 101 000 pièces |

| 2020 | |                |
| 500e anniversaire de la mort du peintre et architecte Raffaello Sanzio, dit Raphaël, le 6 avril 1520 à Rome, | |                |
| | Dans la partie gauche, l'effigie de Raphaël, basé sur son autoportrait extrait de L'École d'Athènes. Dans la partie droite, deux chérubins extrait de La Madone Sixtine surmontés du nom du peintre RAFFAELLO SANZIO et des années 1520 et 2020. Sous les angelots, la mention du pays émetteur CITTÀ DEL VATICANO. L'anneau externe de la pièce comporte les douze étoiles du drapeau européen. |                |
| Graveur : Silvia Petrassi                                                                                    | \| Gravure sur la tranche : \| Date : \| Tirage : \| \| \| Septembre 2020 \| 101 000 pièces \| |                |
| Gravure sur la tranche :                                                                                     | Date : | Tirage :       |
| | Septembre 2020 | 101 000 pièces |

| 2021 | |               |
| 450e anniversaire de la naissance du peintre Michelangelo Merisi da Caravaggio, dit Le Caravage, le 29 septembre 1571 à Milan | |               |
| | Reproduction du tableau Garçon avec un panier de fruits peint par le Caravage vers 1593. En haut, en arc de cercle, le nom du pays émetteur CITTÀ DEL VATICANO. En bas, le nom de l'artiste en italien CARAVAGGIO, au-dessus des années 1571-2021, respectivement année de naissance de l'artiste et année d'émission de la pièce. L'anneau extérieur de la pièce comporte les douze étoiles du drapeau européen. |               |
| Graveur : Uliana Pernazza | \| Gravure sur la tranche : \| Date : \| Tirage : \| \| \| 1er juin 2021 \| 86 000 pièces \| |               |
| Gravure sur la tranche : | Date : | Tirage :      |
| | 1er juin 2021 | 86 000 pièces |

| 2021 | |               |
| 700e anniversaire de la mort de l'écrivain et penseur florentin Dante Alighieri, le 14 septembre 1321 à Ravenne | |               |
| | Portrait de Dante, ceint d'une couronne de laurier, devant le Palazzo Vecchio de Florence. En haut à droite, en arc de cercle, figure le nom du pays émetteur CITTÀ DEL VATICANO. En bas est inscrit Dante, sous forme manuscrite, au-dessus des années 1321-2021, respectivement année de la mort de l'écrivain et année d'émission de la pièce. L’anneau extérieur de la pièce comporte les douze étoiles du drapeau européen. |               |
| Graveur : Patrizio Daniele                                                                                      | \| Gravure sur la tranche : \| Date : \| Tirage : \| \| \| Octobre 2021 \| 86 000 pièces \| |               |
| Gravure sur la tranche :                                                                                        | Date : | Tirage :      |
| | Octobre 2021 | 86 000 pièces |

| 2022                                                                     | |               |
| 125e anniversaire de la naissance du pape Paul VI, le 26 septembre 1897, | |               |
|                                                                          | le dessin reproduit un portrait du pape. En haut à gauche, en demi-cercle, figure l’inscription «CITTÀ DEL VATICANO» et, en haut à droite, l’inscription «PAPA PAOLO VI». À gauche du portrait figurent les années «1897» et «2022» et en dessous se trouve la marque d’atelier «R». En bas à gauche figure le nom de l’artiste «D. LONGO». |               |
| Graveur : Maria Angela Cassol                                            | \| Gravure sur la tranche : \| Date : \| Tirage : \| \| \| Septembre 2022 \| 84 000 pièces \| |               |
| Gravure sur la tranche :                                                 | Date : | Tirage :      |
|                                                                          | Septembre 2022 | 84 000 pièces |

| 2022                                                             | |               |
| 25e anniversaire de la mort de Mère Teresa, le 5 septembre 1997, | |               |
|                                                                  | le dessin est un portrait de Mère Teresa de Calcutta avec un enfant. En haut, en demi-cercle figure l’inscription «MADRE TERESA DI CALCUTTA» et en bas, le pays de délivrance «CITTÀ DEL VATICANO». À droite du portrait figure la marque d’atelier «R» et sous cette marque, les années «1997» et «2022». |               |
| Graveur : Silvia Petrassi                                        | \| Gravure sur la tranche : \| Date : \| Tirage : \| \| \| Septembre 2022 \| 67 000 pièces \| |               |
| Gravure sur la tranche :                                         | Date : | Tirage :      |
|                                                                  | Septembre 2022 | 67 000 pièces |

| 2023                                                | |               |
| 500e anniversaire de la mort du peintre Le Pérugin, | |               |
|                                                     | Le dessin représente le portrait du Pérugin, ainsi qu’une partie de sa fresque Le Baptême du Christ, qui se trouve dans la chapelle Sixtine au Vatican. En haut à droite figure, en arc de cercle, la mention «CITTÀ DEL VATICANO». En bas figure l’inscription «PERUGINO», au-dessus des années «1523◦2023». |               |
| Graveur : Annalisa Masini                           | \| Gravure sur la tranche : \| Date : \| Tirage : \| \| \| juin 2023 \| 82 500 pièces \| |               |
| Gravure sur la tranche :                            | Date : | Tirage :      |
|                                                     | juin 2023 | 82 500 pièces |

| 2023                                               | |               |
| 150e anniversaire de la mort d'Alessandro Manzoni, | |               |
|                                                    | Le dessin représente le portrait d’Alessandro Manzoni, une plume et le début de son chef-d’œuvre, I promessi sposi. En haut, de gauche à droite, figure en demi-cercle la mention «CITTÀ DEL VATICANO». En bas figure l’inscription «Alessandro Manzoni», au-dessus des années «1873◦2023». |               |
| Graveur : Marta Bonifacio                          | \| Gravure sur la tranche : \| Date : \| Tirage : \| \| \| mai 2023 \| 82 500 pièces \| |               |
| Gravure sur la tranche :                           | Date : | Tirage :      |
|                                                    | mai 2023 | 82 500 pièces |

| 2024                                                   | |               |
| 150e anniversaire de la naissance de Guglielmo Marconi | |               |
|                                                        | Le dessin présente le portrait de Marconi au centre, celui du pape Pie XI à droite et celui du futur pape Pie XII à gauche. En haut à droite, en demi-cercle, figure l’inscription «GUGLIELMO MARCONI» et, en dessous, les dates «1874» et «2024». En bas, on peut voir l’inscription «CITTÀ DEL VATICANO», suivie du nom de l’artiste «L. PANCOTTO» (). |               |
| Graveur : Loredana Pancotto                            | \| Gravure sur la tranche : \| Date : \| Tirage : \| \| \| 2025 \| 82 900 pièces \| |               |
| Gravure sur la tranche :                               | Date : | Tirage :      |
|                                                        | 2025 | 82 900 pièces |

| 2024                                           |                                                                              |          |
| 750e anniversaire de la mort de Thomas d'Aquin |                                                                              |          |
|                                                |                                                                              |          |
| Graveur :                                      | \| Gravure sur la tranche : \| Date : \| Tirage : \| \| \| 2025 \| pièces \| |          |
| Gravure sur la tranche :                       | Date :                                                                       | Tirage : |
|                                                | 2025                                                                         | pièces   |

## Sources